# Kubanska košarkaška reprezentacija
Kubanska košarkaška reprezentacija predstavlja državu Kubu u međunarodnoj muškoj košarci.

## Nastupi na velikim natjecanjima

### Olimpijske igre
- 1948.: 13. mjesto
- 1952.: 14. mjesto
- 1968.: 11. mjesto
- 1972.:  bronca
- 1976.: 7. mjesto
- 1980.: 6. mjesto

### Svjetska prvenstva
- 1970.: 8. mjesto
- 1974.: 4. mjesto
- 1986.: 11. mjesto
- 1994.: 15. mjesto

### Panameričke igre
- 1951.:  bronca
- 1955.: 5. mjesto
- 1959.: 6. mjesto
- 1967.: 4. mjesto
- 1971.:  bronca
- 1975.: 5. mjesto
- 1979.: 4. mjesto
- 1983.: 7. mjesto
- 1991.: 4. mjesto
- 1999.: 7. mjesto

### Srednjoameričko prvenstvo
- 1989.:  bronca
- 1991.:  bronca
- 1993.:  srebro
- 1995.:  zlato
- 1997.:  zlato
- 1999.:  zlato
- 2001.: 6. mjesto
- 2004.: 5. mjesto
- 2006.: 6. mjesto
- 2008.: 4. mjesto